# Stefano Rega
Stefano Rega (Villaricca, 30 de dezembro de 1968) é um bispo católico italiano que serviu como Bispo de San Marco Argentano-Scalea desde 10 de dezembro de 2022.

## Biografia
Ele nasceu em Villaricca, na Arquidiocese de Nápoles, em 30 de dezembro de 1968.

### Formação e Ministério Sacerdotal
Após concluir o ensino médio, ingressou no Seminário Maior Arquiepiscopal de Nápoles, onde obteve o bacharelado em teologia e, posteriormente, a licenciatura em teologia dogmática pela Pontifícia Faculdade Teológica do Sul da Itália.
Em 29 de junho de 1993, foi ordenado sacerdote por Dom Lorenzo Chiarinelli e incardinado na Diocese de Aversa, onde, entre outros cargos, atuou como reitor do seminário diocesano de Aversa (2003-2017) e diretor da pastoral diocesana das vocações. Desde 2017, também é pároco de San Nicola di Bari, em Giugliano, na Campânia, e, desde setembro de 2022, vigário episcopal para a caridade e a sociedade humana.

### Ministério Episcopal
Em 10 de dezembro de 2022, o Papa Francisco o nomeou Bispo de San Marco Argentano-Scalea, em substituição a Dom Leonardo Bonanno, que havia renunciado ao atingir o limite de idade.
Recebeu a ordenação episcopal em 18 de fevereiro de 2023, na Catedral de Aversa, do Bispo Angelo Spinillo, tendo como coconsagradores o Arcebispo-Bispo Emérito de Aversa, Mario Milano, e o Bispo Emérito de San Marco Argentano-Scalea, Leonardo Bonanno. Tomou posse canônica da diocese em 4 de março do ano seguinte.
Durante a sessão da Conferência Episcopal Calabresa (CEC), em 30 e 31 de janeiro de 2023, foi nomeado bispo delegado da CEC para a educação, escolas e universidades católicas e para o Sovvenire.